# Aljaksandr Milinkevitsj
Aljaksandr Oeladzimiravitsj Milinkevitsj (Wit-Russisch: Аляксандар Уладзімеравіч Мілінкевіч; Russisch: Александр Владимирович Милинкевич) (Grodno, 25 juli 1947) is een Wit-Russisch politicus, die internationaal bekendheid heeft verworven als presidentskandidaat bij de presidentsverkiezingen van 2006.

## Achtergrond en vroege carrière
Milinkevitsj stamt uit een familie van onderwijzers. Zijn overgrootvader nam in 1863-1864 deel aan de Poolse Januariopstand. Deze opstand werd door het Russische leger onderdrukt. Zijn grootvader was actief binnen de Wit-Russische nationalistische kringen in de jaren 20.
In 1965 deed Milinkevitsj eindexamen en studeerde daarna aan de faculteit natuur- en wiskunde van het Pedagogisch Instituut Grodno. Van 196 tot 1972 werkte hij als leraar en na 1972 als wetenschapper aan de Wit-Russische Academie van Wetenschappen. In 1976 behaalde hij zijn doctorstitel. In 1978 werd hij docent aan de natuurkundige faculteit van de Universiteit van Grodno. In 1980 werd hij hoofd van de faculteit natuurkunde (in oprichting) van de Universiteit van Sétif in Algerije. Hij bleef dit tot 1984 en hernam daarna zijn baan als docent aan de Universiteit van Grodno (tot 1990). Milinkevitsj was ook nog werkzaam als gastdocent aan de universiteiten van Montpellier (Frankrijk) en van Californië (VS).

## Politieke activiteiten
Tijdens de glasnost en perestrojka van de jaren 80 ging hij zich bezighouden met de lokale politiek van zijn stad Grodno. Van 1990 tot 1996 diende hij als plaatsvervangend burgemeester van Grodno en was verantwoordelijk voor Opleidingen, Gezondheidszorg, Jeugd- en Sportbeleid, Media, Religie en Monumentenzorg.
Vanaf 1996 was Milinkevitsj voorzitter van de niet-gouvernementele organisatie Ratusja, totdat deze beweging in 2003 werd verboden. Vanaf 2001 was hij stafleider van het campagneteam van de oppositionele presidentskandidaat Sjamjon Domasj.
Aljaksandr Milinkevitsj is sinds 2003 programmaleider van de Stichting ter Bevordering van de Regionale Ontwikkeling.

## Presidentskandidaat

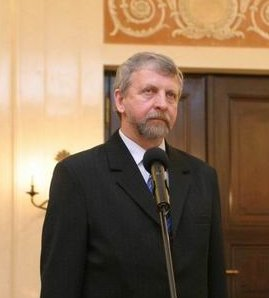
Aljaksandr Milinkevitsj, 2006

Op 2 oktober 2005 kozen ruim 900 personen van diverse oppositiepartijen tijdens een congres in de hoofdstad Minsk Aljaksandr Milinkevitsj tot gezamenlijke presidentskandidaat voor de presidentsverkiezingen van 2006. In het verleden slaagde de oppositie er niet in om een gezamenlijke kandidaat voor de presidentsverkiezingen naar voren te schuiven, hetgeen natuurlijk altijd in het voordeel uitpakte voor de zittende president Aleksandr Loekasjenko.
Milinkevitsj voerde een campagne vergelijkbaar met die van Viktor Joesjtsjenko in Oekraïne en stelde het beleid van Loekasjenka aan de kaak. Milinkevitsj vertelde de Associated Press over zijn geloof in spoedige democratisering van Wit-Rusland: "Wij (oppositie en aanhang) geloven dat we de volgende zijn na ... Oekraïne."

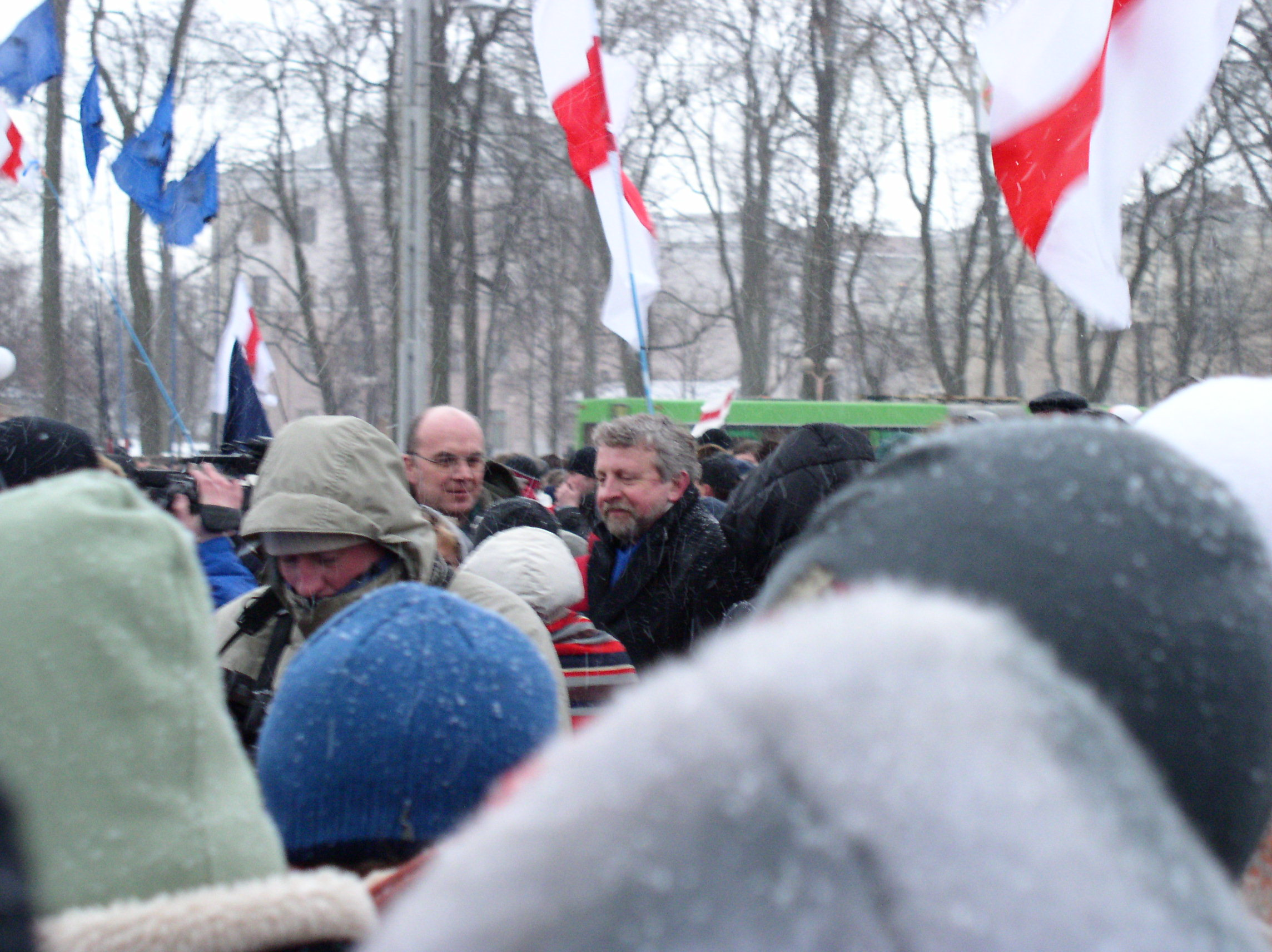
Oppositieprotesten, Minsk, maart 2006

Op 19 maart 2006 vonden de presidentsverkiezingen plaats. Volgens de officiële uitslagen behaalde de zittende president Loekasjenka met 83% van de stemmen de overwinning. Milinkevitsj behaalde 6% van de stemmen en eindigde tweede. Volgens internationale waarnemers vonden de verkiezingen niet op eerlijke wijze plaats. Ook Milinkevitsj en de rest van de oppositie keurden de officiële uitslag af en hielden dagenlange demonstraties in Minsk. De politie en de KGB maakten een einde aan de demonstraties.
In april 2006 werd Milinkevitsj tijdens een "niet-gesanctioneerde staking" opgepakt en tot vijftien dagen gevangenisstraf veroordeeld.

## Onderscheiding
Op 12 december 2006 kreeg Milinkevitsj de Sacharovprijs voor de Vrijheid van Denken van het Europees Parlement. De Sacharovprijs is bestemd voor personen en organisaties die zich wijden aan de bescherming van de rechten en fundamentele vrijheden van de mens.
In 2007 werd de Prijs voor de Vrijheid van de Liberale Internationale aan hem toegekend.

## Trivia
- Ajaksandr Milinkevitsj is getrouwd en heeft twee kinderen.
- Hij spreekt naast Wit-Russisch, Pools, Russisch, Duits, Frans en Engels.
- In 1968-1969 maakte hij deel uit van het zegenrijke nationale basketbalteam van Wit-Rusland. Van 1996 tot 1997 was hij directeur van basketbalvereniging Grodno-93.